# 耶律仙童
耶律仙童（やりつ せんどう、生没年不詳）は、遼（契丹）の軍人。

## 経歴
仲父隋国王耶律釈魯の末裔にあたる。重熙初年、宿直官となり、惕隠・都監に累進した。蒲奴里が反抗すると、仙童は五国節度使となり、軍を率いて蒲奴里を攻撃して、その首長の陶得里を捕らえた。重熙18年（1049年）、烏古の反乱を討って降伏させ、左監門衛上将軍に任じられた。彰国軍節度使に転じ、北院大王に任じられた。清寧2年（1056年）、知黄龍府事となった。侍衛親軍馬歩軍都指揮に転じ、忠順軍節度使・武定軍節度使を歴任した。致仕し、蔣国公に封じられた。咸雍初年、許国公に徙封され、死去した。

## 伝記資料
- 『遼史』巻95 列伝第25